# دهستان الغچین
الغچین، روستایی از توابع بخش مرکزی شهرستان چرام در استان کهگیلویه و بویراحمد در ایران است.

## جمعیت
براساس سرشماری سال ۱۳۸۵ جمعیت آن ۵٬۷۷۵ نفر (۱٬۱۰۵ خانوار) بوده‌است.